# 36.9°
36.9° est une émission de télévision documentaire médicale suisse créée par Isabelle Moncada, Françoise Ducret et Mario Fossati. Diffusée depuis le 15 février 2006 sur les chaînes de la Radio télévision suisse (RTS Un et RTS Deux), elle est présentée par Isabelle Moncada.
L'émission est diffusée dans le monde entier sur le réseau TV5 Monde,. Au Canada, elle est également diffusée sur les ondes de Savoir média.

## Concept
L'émission s'intéresse à la santé en traitant des questions médicales, politiques, éthiques, sociales et économiques. Elle s'adresse au grand public plus qu'aux professionnels de la santé. Ainsi, elle se place du point de vue des patients, recueillant leur témoignage sur leur combat contre la maladie. Elle parle des progrès de la médecine mais aussi de ses limites et de ses failles,.
L'émission est en règle générale composée de deux reportages d'une durée d'environ une demi-heure chacun.

## Historique
L'émission est créée par Isabelle Moncada, Françoise Ducret et Mario Fossati. Son nom, 36.9°, fait référence à la température moyenne du corps humain quand il se trouve au calme et en bonne santé. Cela[pas clair] définit la santé comme une recherche permanente d'équilibre. Une émission coute en moyenne 210 000 francs suisses (environ 193 000 euros).
Pour fêter les 10 ans de 36.9°, une émission spéciale est programmée le 17 février 2016. Elle parle des nouvelles thérapies contre le cancer, considéré comme la maladie du XXIe siècle.

## Liste des émissions
L'émission compte 119 numéros diffusées de 2006 à 2016.

## Accueil

### Récompenses
L'émission a reçu 18 prix pour ses reportages, dont :
- Prix Suva des Médias 2009 pour Métro, boulot, mal au dos ;
- Premier prix du Festival international du film médical d'Amiens 2009 (FILMED) pour Malvoyants : lueurs d'espoir ;
- Prix Média des Académies suisses pour les sciences médicales 2009 pour Malvoyants : lueurs d'espoir ;
- Premier prix du Festival Videomed 2010, catégorie journalisme médical, pour H1N1 : pourquoi c'est tombé sur les Mexicains ? ;
- Prix spécial du jury du Festival international du film médical d'Amiens 2010 (FILMED) pour H1N1 : pourquoi c'est tombé sur les Mexicains ? ;
- Prix Médias 2010 de La Fondation Eben-Hézer à Christophe Ungar et Ventura Samarra pour Au cœur du cerveau autiste ;
- Prix Suva des Médias 2012, catégorie audiovisuel, à Françoise Ducret et Ventura Samarra pour Fécondation in vitro : menaces dans l’éprouvette ;
- Prix Coup de cœur du Prix Femmes et médias 2013 à Mario Fossati, Eric Bellot et Florence Huguenin pour Un corps, deux sexes ;
- Prix Suva des Médias 2015, catégorie audiovisuel, à Laurence Gemperlé et Jochen Bechler pour Êtes-vous dopés au boulot?.